# 1991 au Yukon
Chronologie du Yukon
- 1987
- 1988
- 1989
- 1990
- 1991
- 1992
- 1993
- 1994
- 1995

Cette page concerne des événements d'actualité qui se sont produits durant l'année 1991 dans le territoire canadien du Yukon.

## Politique
- Premier ministre : Tony Penikett (NPD)
- Chef de l'Opposition officielle : Willard Phelps puis Daniel Lang (en) (Parti progressiste-conservateur puis Parti du Yukon)
- Commissaire : John Kenneth McKinnon
- Législature : 27e

## Événements
- À la suite de l'impopularité croissante du gouvernement fédéral de Brian Mulroney, le Parti progressiste-conservateur du Yukon décide de rompre les relations du Parti progressiste-conservateur du Canada et le parti change officiellement le nom du "Parti du Yukon". Willard Phelps quitte ses fonctions du chef et du parti en siègera comme député indépendant. Daniel Lang (en) assume le parti sous l'intérimaire jusqu'à l'élection d'un nouveau chef.
- La Première Chaîne de Radio-Canada est maintenant diffusée à Whitehorse à travers le territoire[1].
- Le fleuve Yukon est maintenant inscrite au réseau des rivières du patrimoine canadien.
- Bill Weigand devient le 11e maire de Whitehorse.
- Florine LeBlanc devient la présidente de l'Association franco-yukonnaise[2].
- Juin : Malgré leur protestations du nouveau nom du Parti progressiste-conservateur sans aucune espoir et quittent leur parti, trois députés Bea Firth (en) de Riverdale-Sud, Alan Nordling (en) de Whitehorse-Porter-Creek-Ouest et Willard Phelps de Hootalinqua créent leur parti l'Alliance de l'indépendant.

## Décès
- 17 juillet : Angela Sidney, auteure (º 4 janvier 1902)